# Maimu
Maimu ist ein weiblicher Vorname.

## Herkunft und Bedeutung
Der Name ist estnischen Ursprungs und bedeutet klein.

## Bekannte Namensträgerinnen
- Maimu Berg (* 1945), estnische Essayistin, Schriftstellerin und Übersetzerin